# Zip Zip Hooray!
Pour plus de détails, voir Fiche technique et Distribution.
Zip Zip Hooray! est un film américain d'animation Looney Tunes de 6 minutes et mettant en scène Bip Bip et Vil Coyote réalisé par Chuck Jones, Maurice Noble et Tom Ray en 1965.

## Fiche technique
- Réalisateurs : Chuck Jones, Maurice Noble et Tom Ray
- Producteur : David H. DePatie
- Compositeur : Milt Franklyn